# Hamka
Abdul Malik Karim Amrullah né le 17 février 1908 à Agam et mort le 24 juillet 1981 à Jakarta, est un écrivain, journaliste et ouléma indonésien.

## Biographie
D'abord affilié au Masyumi, jusqu'à ce qu'il soit dissous en raison de ses liens avec la rébellion du PRRI, Hamka a été emprisonné parce qu'il était proche d'autres membres du PRRI. Il a également été le chef religieux inaugural du conseil indonésien des oulémas et a été actif au sein de Muhammadiyah jusqu'à sa mort. L'université Al-Azhar et université nationale de Malaisie lui ont tous deux décerné des doctorats honorifiques, tandis que université Moestopo de Jakarta l'ont nommé professeur émérite. Hamka est en outre honorée d'être l'homonyme de l'Université Hamka Muhammadiyah de Jakarta et est nommée héros national indonésien.